# Kirk Windstein
Kirk Michael Windstein (New Orleans, 14 aprile 1965) è un cantante e chitarrista statunitense, frontman dei Crowbar e membro dei Kingdom of Sorrow. Fino al 2013 ha suonato anche nei Down.

## Biografia
Comincia la sua carriera suonando in una cover band chiamata Victorian Blitz nel 1985, per poi unirsi ai Shell Shock, band hardcore punk di New Orleans che dopo l'entrata di Windstein cambia stile virando verso il crossover thrash.

Mentre si apprestano a registrare l'album No tomorrow il chitarrista Mike Hutch si suicidò e questo portò il gruppo a cambiare nome in Aftershock nel 1988.
Dopo aver realizzato alcuni demo si sciolsero.

Kirk quindi chiamò con sé il bassista Todd Strange ed il batterista Craig Nunenmacher e fondò nel 1989 i Crowbar, di cui è il principale compositore di musiche e testi e ad oggi l'unico membro originario rimasto, con questa band ha registrato dal 1991 al 2014 dieci album.
Sempre nei primi anni '90 assieme a Strange, Phil Anselmo (Pantera), Pepper Keenan (Corrosion of Conformity) e Jimmy Bower (Eyehategod) formarono i Down, un side-project che passò ben presto da semplice jam session a band vera e propria con la pubblicazione nel 1995 di NOLA e successivamente altri due album.
Nel 2013 Kirk Windstein decide di lasciare i Down per concentrarsi a tempo pieno ai Crowbar, mantenendo comunque un ottimo rapporto con gli altri membri.
Parallelamente ai Crowbar e Down, nel 2005 dà vita ai Kingdom of Sorrow, progetto a cui prese parte anche Jamey Jasta, cantante degli Hatebreed.
Per i numerosi rumor, Kirk ha espresso personalmente, in un post di Facebook ora eliminato, che non era di origine britanniche ma bensì che era nato in una base dell’Air Force americana, dato che suo padre era militare. Fino ad oggi non si sa di quale base Kirk stava parlando, ma senza dubbio in una del New Orleans.

## Discografia

### Crowbar
- 1991 – Obedience thru Suffering
- 1993 – Crowbar (album)
- 1994 – Live + 1
- 1995 – Time Heals Nothing
- 1996 – Broken Glass
- 1998 – Odd Fellows Rest
- 2000 – Equilibrium (Crowbar)
- 2001 – Sonic Excess in Its Purest Form
- 2005 – Lifesblood for the Downtrodden
- 2011 – Sever the Wicked Hand
- 2014 – Symmetry in Black
- 2016 – The Serpent Only Lies
- 2022 – Zero and Below

### Down
- 1995 – NOLA
- 2002 – Down II - A Bustle in Your Hedgerow
- 2007 – Down III: Over the Under
- 2010 – Diary of a Mad Band
- 2012 – Down IV - Part I: The Purple EP

### Kingdom of Sorrow
- 2008 – Kingdom of Sorrow
- 2010 – Behind the Blackest Tears